# 王辅国
王辅国（1958年2月—），男，中华人民共和国外交官，曾任中华人民共和国驻波斯尼亚和黑塞哥维那特命全权大使和中华人民共和国驻佛罗伦萨总领事。

## 生平
1982年，任中华人民共和国土畜产进出口总公司黑龙江分公司业务员。1984年起，先后在驻南联邦大使馆、外交部苏欧司、外交部欧亚司、驻斯洛文尼亚大使馆、驻南联盟大使馆、驻马其顿大使馆、驻塞尔维亚和黑山大使馆、外交部欧洲司工作。2007年，挂职天津港保税区管委会副主任。2010年，出任中华人民共和国驻波斯尼亚和黑塞哥维那大使。2014年11月，出任中华人民共和国驻佛罗伦萨总领事。